# Kostel svaté Anežky České (Záběhlice)
Kostel svaté Anežky České v Praze-Záběhlicích je římskokatolický farní kostel. Funkcionalistická budova kostela se nachází na Roztylském náměstí v části Spořilov pražské čtvrti Záběhlice. Je chráněn jako kulturní památka.

## Historie

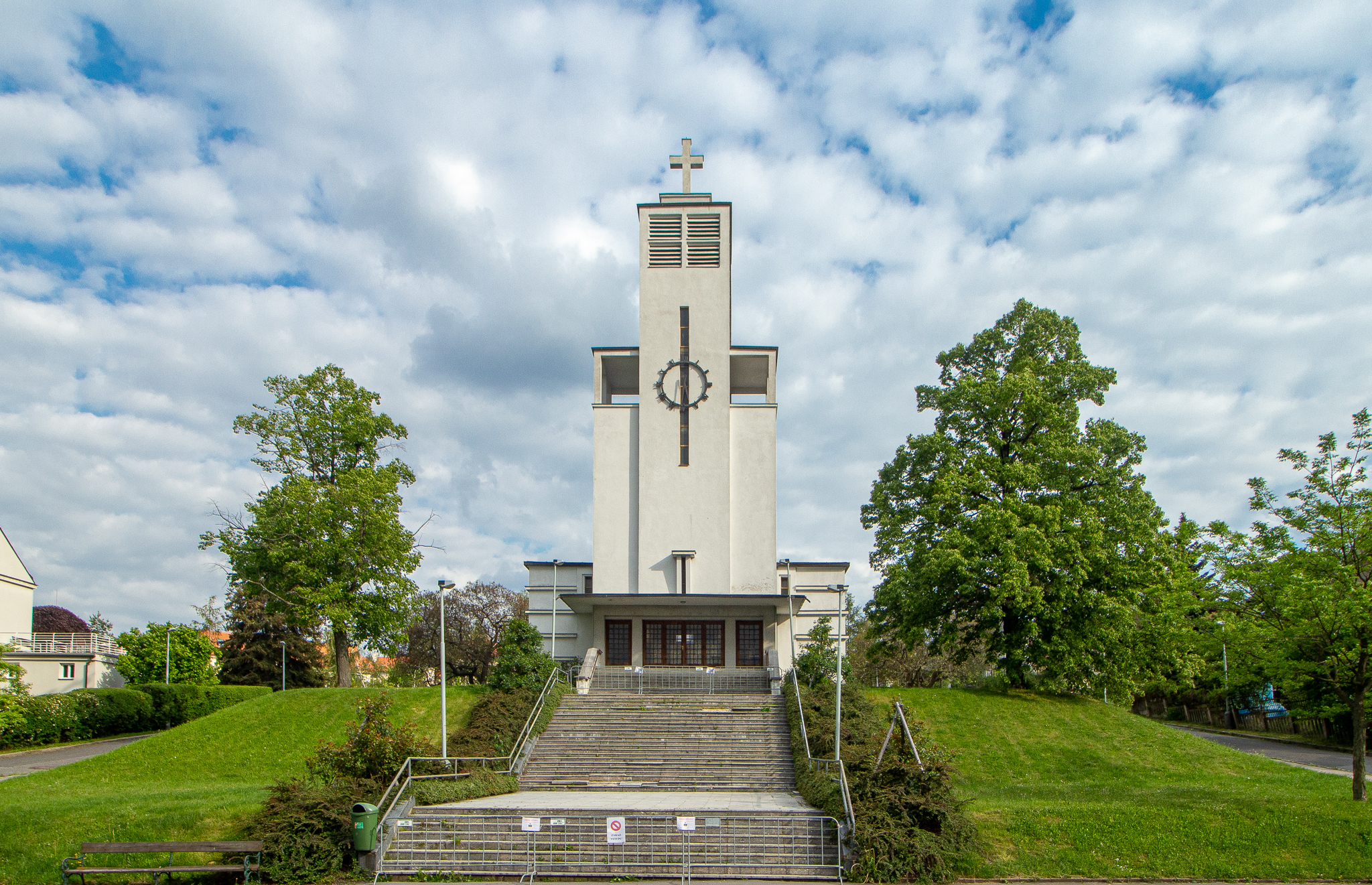
Průčelí kostela od Roztylského náměstí

Základní kámen byl posvěcen 28. října 1934. Dne 1. března 1935 byla povolena stavba pod vedením stavitele Pospíšila. Ten byl vybrán z devíti kandidátů na stavbu, a sice proto, že nabídl nejnižší cenu. Stavba kostela byla dokončena o rok později, 28. října 1935, vysvěcen byl o den dříve ThDr. Jaroslavem Kulačem.
V šedesátých letech 20. století došlo ke stavebním úpravám kostela.

## Popis
Kostel není orientovaný, osa stavby je dána rozvržením uliční sítě a samotného Roztylského náměstí. Střední loď je vysoká 9 m, boční lodě 5,60 m. Kostel je dlouhý 29,0 m a široký 18,2 m. Věž včetně kříže je vysoká přesně 28,0 m nad úrovní přízemí. Hodiny jsou od firmy Heinz.
V suterénu se nachází malý divadelní sál s kapacitou hlediště pro 100 osob, katolická knihovna a klubovna skautů.
Kostel míval původně tři zvony, ty však byly během druhé světové války zrekvírovány a nikdy již nebyly nahrazeny, takže kostel je v současnosti bez zvonů.

### Nové varhany
V roce 2020 byly v kostele umístěny nové varhany, které mají dva manuály a pedál, 20 rejstříků a 2 068 píšťal. Varhany byly požehnány provinciálem Jakubem Františkem Sadílkem OFM dne 13. listopadu 2020.